# 人际互动管理
人际互动管理（HIM, ）是一套管理原则、模式和技术，它与业务流程管理互补。HIM为革新、配合、协作等人类工作提供基于流程的支持，通过更规范的、常常很大程度自动化的工作流程，使其可以与组织严谨的方法结合。
HIM有一个关联的方法论，称为“面向目标的组织设计”（GOOD, Goal-Oriented Organization Design）。GOOD强调效果超过效率，并结合了不同的途径：
- 自顶向下：“过程架构”通过互动的高层流程网络定义业务战略；
- 中间拓展：“控制层次”将流程治理分别体现在战略、执行、管理层次；
- 自底向上：“故事”表现协作的工作流程，其中参与者在快速进行中演化成工作本身的一部分。

免费软件HumanEdj“人际互动管理系统”（HIMS, Human Interaction Management System）是HIM的一个参考性实现。